# Casino da Figueira da Foz

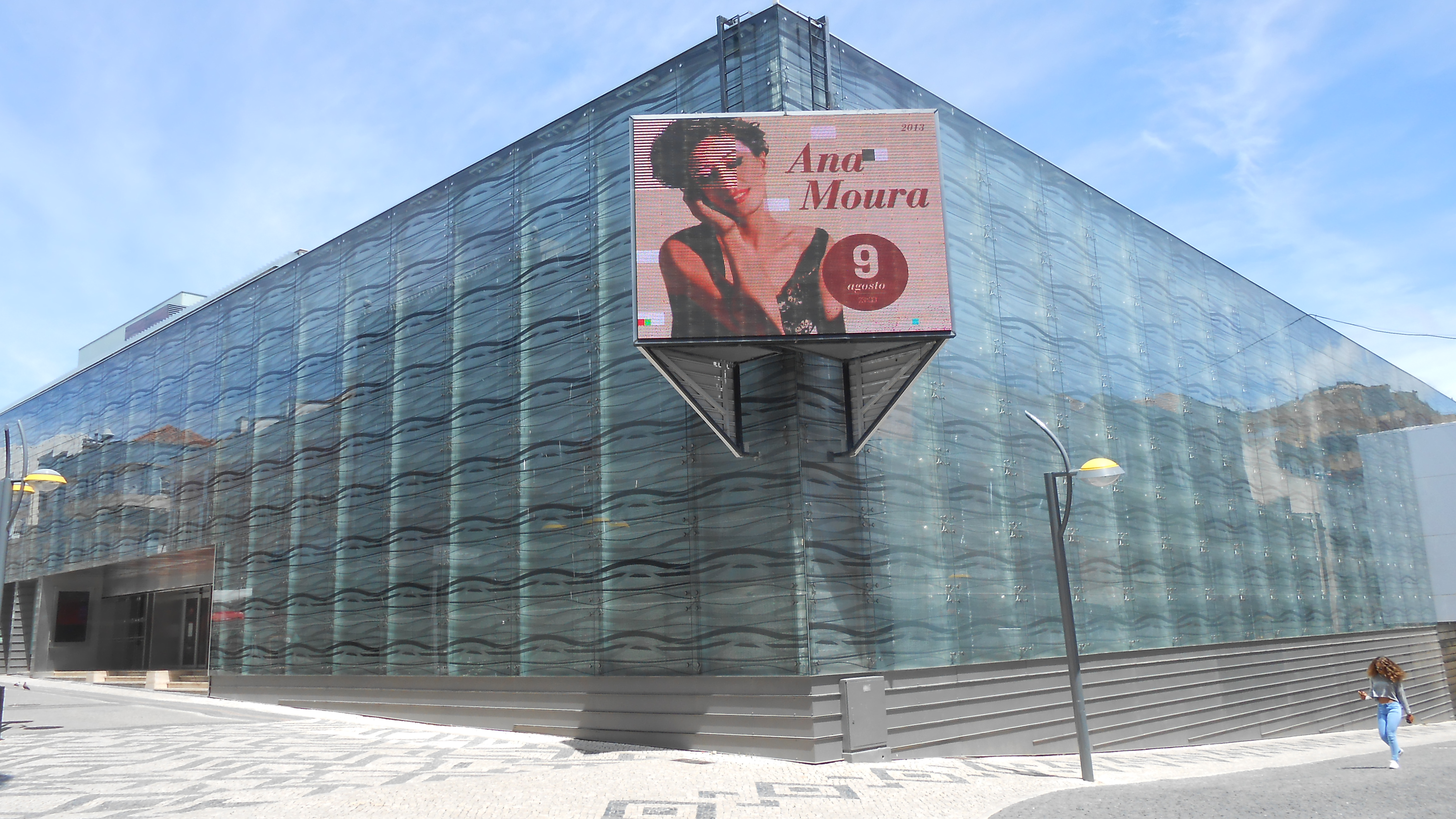
O casino com publicidade para um concerto de Ana Moura (2013)

O Casino da Figueira da Foz situa-se no Bairro Novo, no centro da cidade. O casino é constituído pelo Salão Nobre (Salão Cafée), por um restaurante na cave e por outras salas, onde se jogam jogos de casino.

## História
Durante o século XIX até ao século XX o casino chamava-se Casino Peninsular, junto ao ex-Casino Oceano, que passou a ser uma zona de artesanato, que foi recentemente alvo de obras de recuperação.
Hoje chama-se o Casino da Figueira da Foz, ou ainda, Casino Figueira, pois o outro casino está em obras de recuperação. O casino actual também sofreu grandes alterações: grande parte da parede exterior do edifício era em mármore e agora, recuperado, é em vidro.
É o mais antigo casino de toda a Península Ibérica, com a sua licença de jogo em vigor desde 1927, na altura, ainda não como casino.

## O casino
O casino é constituído pelo Salão Cafée, também chamado de Salão Nobre, por camarins, para os actores ou actrizes prepararem-se para entrar no Salão Cafée e pelas salas dos jogos do casino.